# أنتي ملادينيتش
أنتي ملادينيتش (ولد في 1 أكتوبر 1929 - توفي في 13 يونيو 2002)، مدرب كرة قدم يوغسلافي ولاعب سابق.
درب منتخب يوغسلافيا لكرة القدم.